# Aruanã
Aruanã est une municipalité de l'État du Goiás (Brésil).
Autrefois nommée Leopoldina (ou Santa Leopoldina), Aruanã appartient à la microrégion du Rio Vermelho. Elle s'étend sur 3 050 km2.
Le chef-lieu de la municipalité est situé sur la rive du Rio Araguaia, à la frontière avec l'État du Mato Grosso.
Sa population est de 7 506 habitants (recensement 2010).
1. ↑  IBGE